# Tetraclita kuroshioensis
Tetraclita kuroshioensis is een zeepokkensoort uit de familie van de Tetraclitidae. De wetenschappelijke naam van de soort is voor het eerst geldig gepubliceerd in 2007 door Chan, Tsang & Chu.